# Mittelniederdeutsches Handwörterbuch

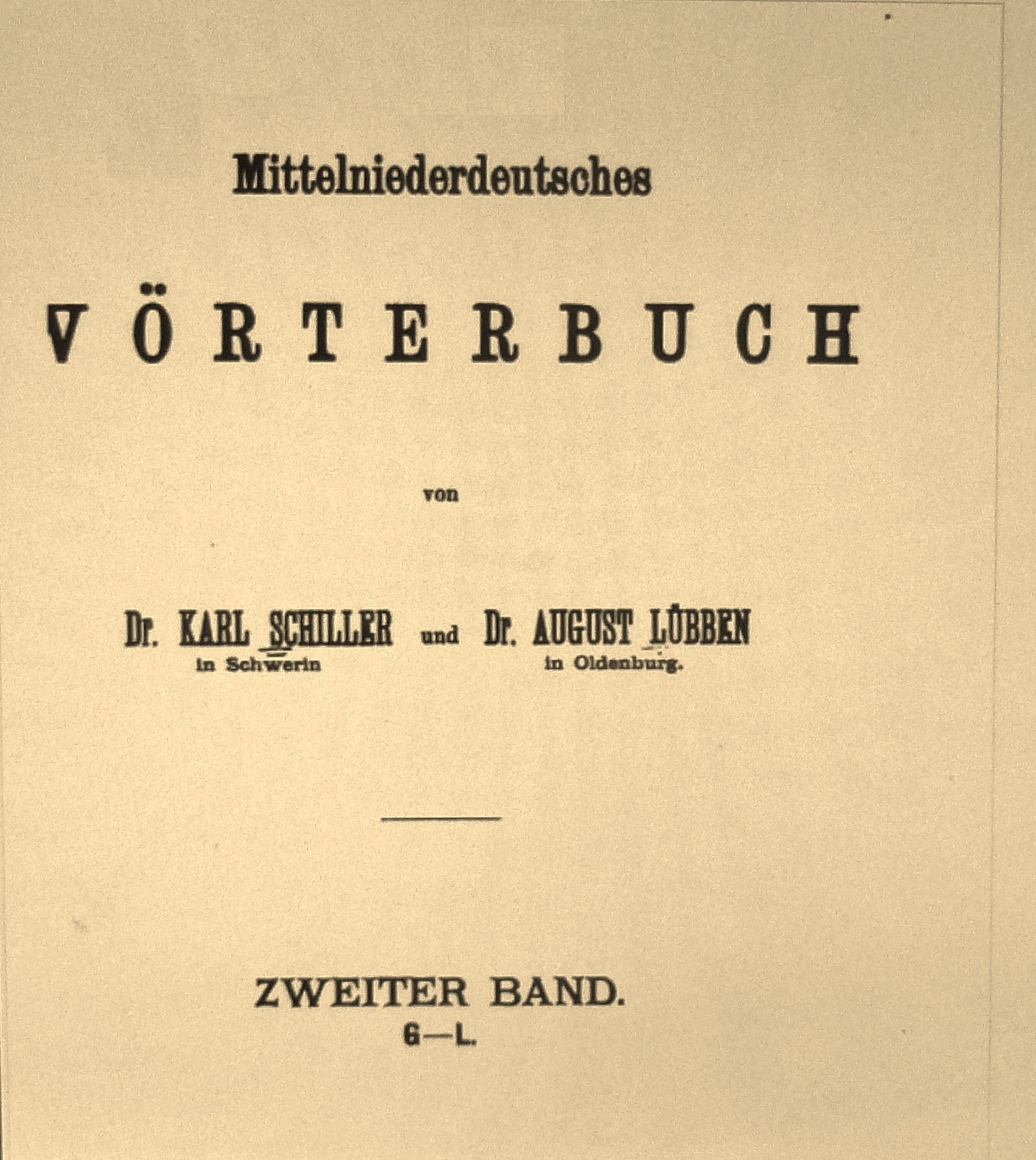
Karl Schiller, August Lübben: Mittelniederdeutsches Wörterbuch (1876), Küthmanns Verlag Bremen

Mittelniederdeutsches Handwörterbuch ist der Titel eines mehrbändigen Wörterbuches der mittelniederdeutschen Sprache, das seit 1923 an der Universität Hamburg erarbeitet wird. Ihm voraus ging bereits 1888 ein von August Lübben begonnenes und nach dessen Tod von Christoph Walther vollendetes Mittelniederdeutsches Handwörterbuch.

## Zweck
Das Wörterbuch dient vor allem drei Wissenschaftsbereichen:
- der Linguistik und Literaturwissenschaft,
- der Geschichtswissenschaft; ein Kernbereich ist dabei die Hanseforschung,
- der Kulturgeschichte, historischen Soziologie und Volkskunde.

Darüber hinaus kann das Wörterbuch auch als Informationsquelle von landeskundlich und sprachgeschichtlich interessierten Laien genutzt werden.